# Clifford Coffin
Clifford Coffin (* 18. Juni 1913 nahe Salem, Illinois; † 2. März 1972 in Pasadena, Kalifornien) war ein US-amerikanischer Fotograf.

## Leben und Werk
Coffins Vater war Handelsvertreter; mit ihm unternahm er prägende Reisen nach Paris und Rom. Nach dem Abschluss der Pasadena High School besuchte er Kurse am Art Institute of Chicago, studierte dann aber auf Drängen des Vaters Betriebswirtschaft an der University of California, Los Angeles. Nadh diversen Jobs als nachtportier und Buchhalter zog er 1938 nach new York City und arbeitete im Hauptberuf im Finanzwesen bei Texaco. Unter dem Eindruck zeitgenössischer Magazine wie der Vogue wandte er sich autodidaktisch der Fotografie zu. Er hatte Kontakt mit Alexander Liberman und erhielt um 1940 erste Aufträge; parallel besuchte er Abendkurse bei George Platt Lynes. Im Februar 1946 zog er nach Europa, um zunächst in London zu leben. Ab 1948 war er als Fotograf für das Modemagazin Vogue tätig. 1949 kehrte er nach New York zurück. 1954 wurden seine Modefotografien vom Art Directors Club ausgezeichnet. Neben der Modefotografie nahm er Porträts auf, u. a. von Christian Dior, Jean Marais und Arthur Miller. Zunehmende Drogenprobleme führten zum Rückzug aus der Fotografie; 1965 ging sein Archiv bei einem Brand verloren. Zuletzt lebte er in Pasadena, wo er 1972 an Kehlkopfkrebs starb. Posthum fand 1991 eine Einzelausstellung im Londoner Victoria and Albert Museum und 1997 eine Retrospektive in der National Portrait Gallery statt.
Zu seinen Lebzeiten blieb sein Name, obwohl seine Arbeit durch die Zeitschrift weite Verbreitung fand, außerhalb des engen Zirkels der Modewelt unbekannt. Erst postum erkannte man ihn als einen der bedeutenden Modefotografen des 20. Jahrhunderts. Bekannt ist seine Fotografie von vier Badedamen in Rückenansicht mit jeweils verschiedenfarbigen Badekappen in einer Wüstenlandschaft aus dem Juni 1949.

## Lexikalischer Eintrag
- Hans-Michael Koetzle: Fotografen A-Z. Taschen Deutschland, 2015, ISBN 978-3-8365-5433-6